# Bulldog Drummond (pel·lícula de 1929)
Bulldog Drummond és una pel·lícula pre-codi dirigida per F. Richard Jones i protagonitzada per Ronald Colman, Claud Allister i Joan Bennett entre d'altres. La pel·lícula, basada en la novel·la homònima de H. C. McNeile, es va estrenar el 3 d’agost de 1929. Colman, que interpretava la seva primera pel·lícula sonora, va ser nominat a l'Oscar al millor actor i William Cameron Menzies va ser nominat a l'Oscar al millor disseny de producció, Sobre el personatge que dona nom a la pel·lícula es van arribat a produir 24 pel·lícules en 50 anys que van ser interpretades per 13 actors diferents.

## Argument
Hugh "Bulldog" Drummond, un capità britànic que ha estat desmobilitzat i es troba avorrit de la vida civil, publica un anunci al Times oferint els seus serveis per "qualsevol cosa emocionant". Una de les moltes respostes l'intriga ha estat enviada per una tal Phyllis Benton, una jove nord-americana que vol que Drummond alliberi el seu oncle, Hiram J. Travers, d'un manicomi on el té presoner el doctor Lakington, un metge sàdic, i el seu aliat, Peterson. La intenció de Lakington és torturar Travers perquè li cedeixi la seva fortuna. Després de diverses aventures, Drummond i el seu amic Algy aconsegueixen recuperar Travers que es troba en coma induït per fàrmacs. Així aconsegueix guanyar l'amor de Phyllis i la gratitud de Travers.

## Repartiment
- Ronald Colman (Hugh Drummond)
- Joan Bennett (Phyllis Benton)
- Montagu Love (Carl Peterson)
- Claud Allister (Algy Longworth)
- Lilyan Tashman (Irma)
- Lawrence Grant (Dr. Lakington)
- Wilson Benge (Danny, majordom de Drummond)
- Charles Sellon (John Travers)
- Tetsu Komai (Chong)
- Gertrude Short (cambrera)
- Donald Novis (noi de poble)